# John Bentley (acteur)
Pour les articles homonymes, voir John Bentley et Bentley.
John Bentley est un acteur britannique né le 2 décembre 1916 et mort le 13 août 2009.

## Filmographie
- 1947 : The Hills of Donegal (en) de John Argyle (en) : Terry O'Keefe
- 1948 : Calling Paul Temple (en) de Maclean Rogers (en) : Paul Temple
- 1949 : Ten Little Niggers (TV) de Kevin Sheldon : Philip Lombard
- 1950 : Bait (en) de Frank Richardson : DuCane
- 1950 : Torment : Jim Brandon
- 1950 : Cette sacrée jeunesse (The Happiest Days of Your Life) de Frank Launder : Richard Tassell
- 1950 : Paul Temple's Triumph (en) : Paul Temple
- 1950 : A Christmas Carol (TV) : Night Watchman, Young Scrooge
- 1950 : She Shall Have Murder (en) : Douglas Robjohn
- 1952 : Men Against the Sun : Hawker
- 1952 : Salute the Toff (en) : The Honourable Richard Rollison
- 1952 : The Woman's Angle (en) : Renfro Mansell
- 1952 : Hammer the Toff (en) : The Honourable Richard Rollison
- 1952 : The Lost Hours (en) : Clark Sutton
- 1952 : Paul Temple Returns (en) : Paul Temple
- 1952 : Tread Softly (en) : Keith Gilbert
- 1953 : Black Orchid (en) : Eric Blair
- 1954 : La Route de l'ivoire (en) (Golden Ivory) : Paul Dobson
- 1954 : River Beat (en) : Det. Insp. Dan Barker
- 1954 : The Scarlet Spear (en) : District Officer Jim T. Barneson
- 1954 : Double Exposure de John Gilling : Pete Fleming
- 1954 : Profile : Peter Armstrong
- 1954 : Final Appointment de Terence Fisher : Mike Billings
- 1955 : Count of Twelve
- 1955 : Piège pour une canaille (en) (Confession) : inspecteur Kessler
- 1955 : Stolen Assignment de Terence Fisher : Mike Billings
- 1955 : The Flaw de Terence Fisher : Paul Oliveri
- 1955 : Dial 999 : Det. Sgt. Seagrave
- 1956 : Flight from Vienna : cap. Lawson
- 1956 : La Fuite dans la jungle (Escape in the Sun) : Jim Harrison
- 1957 : Istanbul de Joseph Pevney : insp. Nural
- 1958 : Submarine Seahawk (en) : Lt. Cmdr. Paul Turner
- 1960 : Les Eaux saintes (An heiligen Wassern) d'Alfred Weidenmann : Lemmy
- 1961 : Le Cavalier noir (The Singer Not the Song) de Roy Ward Baker : Capitaine de police
- 1961 : Mary Had a Little… (en) d'Edward Buzzell : Dr Malcolm Nettel
- 1962 : The Fur Collar (en) de Lawrence Huntington : Mike Andrews